# Inês Mourão
Inês Mourão (Lisboa, 1996) és una artista, comissària d'exposicions, i activista feminista portuguesa. Als vint anys fundà el moviment Nasty woman Portugal, i des del 2017 organitza la variant portuguesa de la Nasty Women Art Exhibition. També és dissenyadora gràfica, i rapera, i n'utilitza el pseudònim BLINK.

## Trajectòria
Inês Mourão feu un màster en Educació Artística de la Facultat de Belles Arts de la Universitat de Lisboa (2018).
El 2016 fundà Nasty Women Portugal, un moviment activista artístic feminista, per promoure la igualtat i cridar l'atenció sobre temes com la discriminació, el patriarcat, la desigualtat i el privilegi.
El principal objectiu n'és l'educació, i crea un intercanvi de perspectives, experiències, mons i realitats, una educació per a la ciutadania, el pensament crític, la consciència i la tolerància social.
Poc després del comentari de Donald Trump contra Hillary Clinton en el darrer debat presidencial dels Estats Units, el moviment global Nasty Women es fundà a Nova York com un organisme de resistència i solidaritat dels artistes que s'identifiquen amb la lluita per la dignitat i els drets de les dones. La primera Nasty Women Exhibition es feu al gener del 2017 a Queens, Nova York.
A Portugal, Inês Mourão en va crear un petit equip de voluntaris, i realitzaren tres edicions de l'Exposició d'Art Nasty Women a Lisboa, amb una àmplia gamma de pintures, fotografies i il·lustracions disponibles amb el 100% dels ingressos a benefici de l'Associació CRESCER, que promou la intervenció comunitària amb persones en situació de vulnerabilitat.
La 1a edició de Nasty Women Art a Portugal fou al febrer del 2017, a l'EKA Palace, a Lisboa, amb participació de pintors, escultors, ballarins, etc. La 2a edició en tingué lloc a l'abril del 2018, a Anjos 70, un espai multicultural a Lisboa. Inês Mourão fou convidada pel programa Domínio Público d'Antena3 per a parlar sobre l'esdeveniment.
La 3a edició de Nasty Women Art es feu al març del 2019, a la Galeria Monumental Campo dos Mártires da Pátria, a Lisboa, i s'hi presentà com a novetat les Nasty Talks, una sèrie de converses organitzades per convidats com Queer IST -una Secció Autònoma de l'Associació d'Estudiants de l'Institut Superior Tècnic- i l'Associació CRESCER. L'esdeveniment també incloïa actuacions musicals dels discjòqueis portuguesos Progressivu, Cumbadélica, Sonja, Bunny O'Williams, David Gonçalves, Bill Onair i Caroline Lethô.

## Obra
- 2017 - Comissària de l'exposició Nasty Women Art, 1a edició, 16 de febrer - 1 de març, Palau EKA, Lisboa
- 2018 - Comissària de l'exposició Nasty Women Art, 2a edició, 19 d'abril - 5 de maig, Anjos 70, Lisboa[11]
- 2019 - Comissària de l'exposició Nasty Women Art, 3a edició, 8 de març - 10 de març, Galeria Monumental, Lisboa

## Reconeixement
- Segon Premi Verallia Design Awards al maig del 2016.[12]